# Glam metal
A glam metal (a glamour metal rövidített alakja) a heavy metal egyik zenei irányzata, mely az 1970-es évek végi Amerikában keletkezett a glam rock és a heavy metal keveredésével. A fősodorbeli rock domináns irányzata volt az 1980-as években és az 1990-es évek elején. Az irányzatot szokták – úgy a kritikusok mint a rajongók – hair metalnak is hívni. A kifejezést az MTV kezdte népszerűsíteni, utalva az előadók jellegzetes hajviseletére (hosszú, borzolt haj). A rajongók ma leginkább a glam metal elnevezést használják, míg népszerűsége tetőfokán leggyakrabban heavy metalnak vagy egyszerűen metalnak hívták.
A glam metalra jellemző a hedonista zeneszövegek, a téma gyakran a szex, a szesz és a kábítószer, az elsőhullámos zenekaroknál némi okkultizmust is belekeverve. Zeneileg a glam metal dalokra jellemző az eltorzított aláfestés gitárral, illetve a pergő gitárszólók, himnikus kórusbetétek, kemény dobolás, aláfestés basszussal. Mindezek együttesről együttesre változnak, és függenek a korszaktól is, amelyben alkottak. Sok előadó híresült el züllött életmódjáról, hosszú, felborzolt hajáról, smink használatáról, rikító ruhák és kiegészítők viseletéről, melyek bizonyos fokig az 1970-es évek Angliájából eredő glam rock irányzatnak is ismertető jegyei.
E stílusba sorolt előadók: KISS, Quiet Riot, Mötley Crüe, Poison, RATT, Pretty Boy Floyd, Dokken, Cinderella, Tigertailz, Europe, Hanoi Rocks, Danger Danger, Def Leppard, Van Halen, Twisted Sister, Whitesnake, Bon Jovi, W.A.S.P..

## Külső hivatkozások
- Glam N' Sleaze Rock - magyar glam metal oldal
- Stíluskalauz klipekben: A glam metal